# Meandrusa sciron
Meandrusa sciron là một loài bướm thuộc họ Papilionidae.

## Phân loài
- Meandrusa sciron sciron
- Meandrusa sciron abaensis Sugiyama, 1994 (Trung Quốc: Tứ Xuyên)
- Meandrusa sciron aribbas (Fruhstorfer, 1909) (Tây Trung Quốc, Myanmar)
- Meandrusa sciron dalata Monastyrskii & Devyatkin, 2003 (Việt Nam)
- Meandrusa sciron nagamasai Okano, 1986 (Thái Lan)